# Pterophorus spicidactyla
Pterophorus spicidactyla is een vlinder uit de familie vedermotten (Pterophoridae). De wetenschappelijke naam van de soort is voor het eerst geldig gepubliceerd in 1923 door Pierre Chrétien.